# Гюрчинова къща
Гюрчиновата къща (на македонска литературна норма: Ѓурчинова куќа) е къща в град Охрид, Северна Македония. Сградата е обявена за значимо културно наследство на Република Македония.

## Архитектура
Къщата е разположена в началото на охридската променада – улица „Кей Македония“ № 6 (стар адрес „Кей Маршал Тито“ № 3). Изградена е в 1930 година от инженер Георги Гюрчинов, собственик на сградата. Къщата е със строга симетрия и подчертана богато обработена с неокласически и барокови елементи югозападна фасада, ориентирана към кея и Охридското езеро. Към европейските стилове са прибавени и традиционните местни архитектурни тенденции, както и личен дизайнерски елемент. Забележителни са свободно обработеният тимпанон, заоблените линии на прозорците и ложите, богато обработената ограда, играта на светлосенки в дъгите на етажа, които правият фасадата необичайно жива. На северозападната фасада се откроява издадената веранта, която наподобява еркерната издаденост на традиционната българска възрожденска архитектура.
На 11 декември 1989 година къщата е обявена за паметник на културата.